# Yūto Hiratsuka
Yūto Hiratsuka (japanisch 平塚 悠知 Hiratsuka Yūto; * 13. April 1996 in Hokkaido) ist ein japanischer Fußballspieler.

## Karriere
Hiratsuka erlernte das Fußballspielen in der Schulmannschaft der Otani Muroran High School und der Universitätsmannschaft der Sapporo-Universität. Seinen ersten Vertrag unterschrieb er 2019 bei Mito HollyHock. Der Verein spielte in der zweithöchsten Liga des Landes, der J2 League. Für den Verein aus Mito bestritt er 76 Zweitligaspiele. Im August 2022 wechselte er in die erste Liga. Hier schloss er sich in Fukuoka Avispa Fukuoka an. Nach 15 Ligaspielen wechselte er im Januar 2025 zum Zweitligisten Ventforet Kofu.